# Mesognatharia eastwardiae
Mesognatharia eastwardiae är en djurart som tillhör fylumet käkmaskar, och som beskrevs av Wolfgang Sterrer 1998. Mesognatharia eastwardiae ingår i släktet Mesognatharia och familjen Mesognathariidae. Inga underarter finns listade i Catalogue of Life.